# Djurgårdens Idrottsförening Fotboll
Il Djurgårdens Idrottsförening Fotboll, meglio noto come Djurgårdens IF o semplicemente Djurgården, è la squadra di calcio della polisportiva svedese Djurgårdens Idrottsförening. Ha sede nella città di Stoccolma e milita in Allsvenskan, la massima divisione del campionato svedese, della quale ha vinto 12 edizioni, l'ultima nella stagione 2019.

## Storia
La fondazione del club è avvenuta in un café-chantant all'indirizzo Alberget 4A il 12 marzo 1891, appena 25 giorni dopo dell'AIK. Per questa ragione il derby tra le due squadre viene chiamato Tvillingderbyt, oltre che per il fatto di essere entrambe originarie del centro di Stoccolma. Tre anni dopo la creazione del primo campo calcistico della città, è stata formata la sezione dedicata al calcio con l'aiuto dell'ex giocatore del GAIS Teodor Andersson.
Il primo riconoscimento ufficiale è arrivato nel 1902 con il secondo posto nella Rosenska Pokalen, coppa che si è disputata dal 1899 al 1903 fino a confluire nello Svenska Mästerskapet (che fino al 1925 assegnava il titolo di campione di Svezia). La vittoria del trofeo fu sfiorata nel 1904, mentre l'anno del primo titolo nazionale fu il 1912, quando il Djurgården pareggiò due finali con l'Örgryte per poi vincere una gara di spareggio. Altri successi arrivarono negli anni seguenti, rispettivamente nel 1915 ancora contro l'Örgryte, nel 1917 contro l'AIK e nel 1920 contro lo Sleipner. Nel 1925 fu istituita la prima Allsvenskan, ma il Djurgården non vi partecipò poiché retrocesso al termine del campionato 1923-1924. Nel ventennio dal 1924 al 1944 la squadra giocò solo due campionati nella massima serie, peraltro retrocedendo subito. In tre di quelle stagioni il club scivolò addirittura in terza serie (1929-1932).
Con l'avvento degli anni '50 e '60 il club è ritornato competitivo ai massimi livelli nazionali, aggiungendo 4 scudetti al proprio palmarès (1954-1955, 1959, 1964, 1966). In particolare, il titolo del 1959 è stato accompagnato dal contemporaneo successo della sezione di hockey su ghiaccio. Negli anni '70 il Djurgården non ha ottenuto risultati significativi, arrivando al massimo al terzo posto in classifica in tre occasioni. Nel 1981 i blu si sono piazzati all'ultimo posto, retrocedendo in seconda serie per ritornare in Allsvenskan solo nel 1986, quando un ulteriore ultimo posto ha avuto come conseguenza una nuova retrocessione.
Il club non si rese protagonista di particolari successi neppure negli anni '90, quando alternò stagioni disputate in Allsvenskan ad altre giocate in seconda serie a causa di tre retrocessioni, complici alcuni problemi economici. Tuttavia, la promozione del 2000 e il secondo posto da neopromossi dell'anno successivo (dietro ai rivali cittadini dell'Hammarby) furono il preludio alla conquista del titolo di campioni di Svezia, ottenuto nel 2002 dopo 36 anni dall'ultima affermazione. Il periodo positivo continuò anche negli anni immediatamente seguenti, con la vittoria degli scudetti 2003 e 2005, rispettivamente il decimo e l'undicesimo titolo nazionale, intervallati dal successo nella Coppa di Svezia 2004. Dopo la stagione 2007 chiusa al terzo posto, per il Djurgården iniziò un decennio in cui non partecipò mai alle coppe europee, talvolta rischiando anche la retrocessione come al termine dell'Allsvenskan 2009 quando arrivò terzultimo e perse 2-0 lo spareggio salvezza di andata contro l'Assyriska, salvo poi vincere 3-0 ai supplementari la sfida di ritorno e salvarsi. La squadra tornò a disputare le coppe europee solo grazie al terzo posto giunto nell'Allsvenskan 2017: in aggiunta nel maggio seguente arrivò – nonostante la squadra fosse già qualificata alla successiva Europa League – anche la vittoria della Coppa di Svezia 2017-2018, il primo trofeo ufficiale vinto nell'arco degli ultimi 13 anni. Il cammino del Djurgården nell'Europa League 2018-2019 fu però breve, vista l'eliminazione dopo un turno contro gli ucraini del Mariupol'.
Nel 2019 la squadra si aggiudica per la dodicesima volta il titolo svedese, a quattordici anni dall'ultimo campionato vinto: dopo un’ottima parte centrale di campionato che ha visto il club saldamente in testa alla classifica, le prestazioni altalenanti della parte finale hanno reso possibile la rimonta delle rivali Malmö FF, Hammarby ed AIK che a due giornate dal termine erano tutte appaiate al vertice. Durante l’ultima giornata il Djurgården andò sotto di due reti sul campo dell’ostico IFK Norrköping, quinto in classifica, risultato che fece sprofondare il club al momentaneo terzo posto; il punteggio venne, tuttavia, recuperato e portato sul 2-2 finale grazie alla rete del pareggio da parte del capocannoniere del campionato Turay, arrivata al 65º minuto. La classifica finale vide, così, trionfare il Djurgården con 66 punti, uno in più di Malmö ed Hammarby (rispettivamente secondo e terzo) e quattro dall’AIK. Nel 2022-2023 elimina nei turni preliminari rispettivamente il Rijeka, il Sepsi e infine l'APOEL Nicosia, qualificandosi per i gironi di Conference League, tornando a giocare in una coppa europea per la prima volta dal 1996. Nella fase a gironi conseguente si qualifica al turno successivo di Conference League con due turni d'anticipo, conquistando l'accesso alla fase a eliminazione diretta di una coppa europea per la prima volta dal 1989-1990: l'avventura europea si conclude con l'eliminazione in semifinale per mano degli inglesi del Chelsea con un complessivo 5-1: si tratta peraltro della prima semifinale di una competizione confederale raggiunta dal club svedese nella sua storia.

## Stadio
Dal 1911 al 1935, l'impianto che ospitava le gare interne del Djurgården è stato il Tranebergs Idrottsplats, localizzato nell'omonimo distretto di Traneberg. A partire dal 1936 la casa del club è stata l'Olympiastadion, stadio costruito per le Olimpiadi del 1912 che ha cessato di ospitare le partite degli "Järnkaminerna" solo nel 2013. Infatti, dal 21 luglio dello stesso anno, la squadra si è trasferita nella Tele2 Arena, oggi nota come 3Arena, impianto di nuova costruzione situato nel quartiere di Johanneshov. Lo stadio ha una capienza di 30.000 spettatori per le partite di calcio.

## Giocatori

### Vincitori di titoli
Calciatori campioni olimpici di calcio
- Stig Nyström (Londra 1948)

## Palmarès

### Competizioni nazionali
- Allsvenskan: 12

1912, 1915, 1917, 1920, 1955, 1959, 1964, 1966, 2002, 2003, 2005, 2019
- Coppa di Svezia: 5

1990, 2002, 2004, 2005, 2017-2018
- Corinthian Bowl: 1

1910
- Wicanderska Välgörenhetsskölden: 4

1907, 1910, 1913, 1915
- Superettan: 1

2000

### Competizioni internazionali
- Coppa Intertoto: 1

1976

### Altri piazzamenti
- Campionato svedese:

Secondo posto: 1911-1912, 1962, 1967, 1988, 2001, 2022
Terzo posto: 1913-1914, 1952-1953, 1955-1956, 1957-1958, 1969, 1970, 1973, 1975, 2007, 2017, 2021
- Coppa di Svezia:

Finalista: 1951, 1974-1975, 1988-1989, 2012-2013
Semifinalista: 1997-1998, 2002, 2003, 2018-2019, 2020-2021, 2021-2022, 2022-2023
- Wicanderska Välgörenhetsskölden:

Finalista: 1908, 1914, 1916
- Svenska Fotbollspokalen:

Finalista: 1902
- Corinthian Bowl:

Finalista: 1908, 1911
- Royal League:

Semifinalista: 2005-2006
- UEFA Conference League:

Semifinalista: 2024-2025

## Organico

### Rosa 2025
Aggiornata al 30 marzo 2025.
| N. |                      | Ruolo | Calciatore           |
| -- | -------------------- | ----- | -------------------- |
| 2  | Svezia (bandiera)    | D     | Piotr Johansson      |
| 3  | Svezia (bandiera)    | D     | Marcus Danielson     |
| 4  | Svezia (bandiera)    | D     | Jacob Une (capitano) |
| 5  | Finlandia (bandiera) | D     | Miro Tenho           |
| 6  | Finlandia (bandiera) | C     | Rasmus Schüller      |
| 7  | Norvegia (bandiera)  | C     | Tobias Gulliksen     |
| 8  | Svezia (bandiera)    | C     | Albin Ekdal          |
| 9  | Danimarca (bandiera) | A     | August Priske        |
| 10 | Norvegia (bandiera)  | A     | Tokmac Nguen         |
| 11 | Svezia (bandiera)    | A     | Zakaria Sawo         |
| 12 | Svezia (bandiera)    | D     | Theo Bergvall        |
| 13 | Svezia (bandiera)    | C     | Daniel Stensson      |
| 14 | Svezia (bandiera)    | C     | Hampus Finndell      |
| 15 | Svezia (bandiera)    | A     | Oskar Fallenius      |

| N. |                      | Ruolo | Calciatore               |
| -- | -------------------- | ----- | ------------------------ |
| 18 | Finlandia (bandiera) | D     | Adam Ståhl               |
| 19 | Svezia (bandiera)    | D     | Viktor Bergh             |
| 20 | Finlandia (bandiera) | C     | Matias Siltanen          |
| 21 | Svezia (bandiera)    | D     | Mikael Marqués           |
| 22 | Svezia (bandiera)    | C     | Patric Åslund            |
| 23 | Slovenia (bandiera)  | A     | Nino Žugelj              |
| 25 | Svezia (bandiera)    | D     | Kalipha Jawla            |
| 27 | Giappone (bandiera)  | D     | Keita Kosugi             |
| 29 | Finlandia (bandiera) | A     | Santeri Haarala          |
| 30 | Svezia (bandiera)    | P     | Malkolm Nilsson Säfqvist |
| 32 | Svezia (bandiera)    | C     | Isak Alemayehu           |
| 35 | Svezia (bandiera)    | P     | Jacob Rinne              |
| 45 | Serbia (bandiera)    | P     | Filip Manojlović         |

## Rose delle stagioni
- 1955-1956
- 2017
- 2018
- 2019
- 2020
- 2021
- 2022
- 2023
- 2024
- 2025